# Вітухновська Аліна Олександрівна
Алі́на Олекса́ндрівна Вітухно́вська (* 27 березня 1973) — російська поетеса, член Союзу письменників Москви, почесний член російського Пен-клубу, стипендіат літературної стипендії Альфреда Топфера (Німеччина, 1996).

## Життєпис
Публікується з 1993 року, автор декількох книг віршів та прози, в тому числі «Аномалізм» (1993), «Дитяча книга мертвих» (1994), «Последняя старуха-процентщица русской литературы» (1996), «Собака Павлова» (1996), «Земля Нуля» (1997), «Роман с фенамином» (1999) и «Чёрная Икона русской литературы» (2005). Німецькою мовою вийшла книга «Schwarze Ikone» (2002). Вірші перекладалися та публікувалися в німецькій, французькій, англійській, шведській та фінській пресі.
16 жовтня 1994 року була арештована співробітниками ФСК (нині ФСБ) за звинуваченням у зберіганні та розповсюдженні наркотиків. Після року, проведеного в Бутирці, випущена під поруку Російського Пен-клубу. Відмовилася від політичного притулку в Швеції. У 1997 році була знову заарештована і провела ще півроку у в'язниці. Процес активно висвітлювався російськими ЗМІ, а також ЗМІ США, Великої Британії, Німеччини, Швеції та Фінляндії. В квітні 1998, після трирічного судового розгляду була визнана винуватою і засуджена до півтора років в'язниці. Судовий термін Вітухновська не відбувала, оскільки їй було зараховано перебування в поередньому ув'язненні. Народними захисниками на процесі були Андрій Вознесенський, Андрій Бітов, Олександр Ткаченко, Юнна Моріц, Лев Тимофєєв.
Підтримує зв'язки з нонконформістськими політичними та релігійними групами. Проповідує в своїй творчості ідеї «Знищення реальності» та «Диктатури Ніщо». До певної міри її можна назвати «Чорною гламурною Принцесою» російської поезії та літератури. У своїй творчості девальвує всі основні моральні цінності.
Брала участь в концептуальній акції «Цвяхи: ми крокуємо по Москві» (спільно з Сенді Ревізоровим, 1994), у виставці «Процес» з Альоною Мартиновою при підтримці Центру Сучасного Мистецтва (TV-Галерея) (1997), у фестивалі «Неофіційна Москва» 1999.
Останнім часом публікується на російських націоналістичних сайтах, в тому числі — «наЗлобу» під керівництвом Володимира Голишева (дочірній сайт іншого націоналістичного сайту АПН, під керівництвом Станіслава Бєлковського). Найзначніша публікація на цьому сайті «Колобок Гностичний Герой».

## Політичні погляди
У березні 2014 року, після російської інтервенції в Україну, разом з рядом інших відомих діячів науки і культури Росії висловила свою незгоду з політикою російської влади в Криму. Свою позицію вони виклали у відкритому листі.
У травні 2018 приєдналась до заяви російських літераторів на захист українського режисера Олега Сенцова, незаконно засудженого у РФ.

## Книги
- «Аномализм» (проза, М.: Мышь, 1993),
- «Детская Книга Мёртвых» (стихи, М.: ЭМКО, 1994),
- «Последняя старуха-процентщица русской литературы» (проза, стихи, М.: б.и., 1996),
- «Собака Павлова» (стихи, совместно с Константином Кедровым, М.: Гусев, 1996),
- «Земля Нуля» (стихи, совместно с Константином Кедровым, М.:Фишер, 1997),
- «Роман с фенамином» (проза, М.: издание Елены Пахомовой, 1999),
- «Schwarze Ikone» (стихи, Кёльн: DuMont, 2002),
- «Онегин Твистер» (стихи, совместно с Константином Кедровым, М.: б.и., 2004),
- «Чёрная Икона Русской Литературы» (проза, стихи,Екатеринбург: Ультра.Культура, 2005).

## Збірки поезії
- «ДЕПО. Всемирный день поэзии» (М.: Университет Натальи Нестеровой, 2001),
- «Созвездие весны» (сборник различных авторов) (М.: Издание ДООС и Елены Пахомовой, 2001),
- «Ремиссионеры» (сборник различных авторов) (СПб.: б.и., 2002),
- «Последние пионеры» (сборник современной прозы и поэзии) (М.: Ультра. Культура, 2003),
- «Новые кумиры-1» (сборник различных авторов) (М.: London books, 2003),
- «Диапазон» Антология (Современной немецкой и русской поэзии) (М.: Университет Натальи Нестеровой, 2005),
- «La Nouvelle Poesie Russe: Anthologie» (Антология современной русской поэзии) (Марсель: Autres Temps, 2005),
- «Ночь в Набоков-отеле» (Антология современной русской поэзии) (Дублин: Dedalus Press, 2006),
- «Антология ПО» (М.: Академия образования Натальи Нестеровой, 2007),
- «Русское будущее» (СПб.: Нестор-История, 2008).

## Інтерв'ю
- "Аліна Вітухновська відійшла до Маяковського" (Бесіда з Юрієм Бєліковим, «Дети Ра», № 4 (42), 2008),
- "Гімн герою-богоборцю" (Бесіда з Михайлом Бойко, «НГ Ex libris», 25.09.2008).